# Claes Alfred Caroli
Claes Alfred Caroli, ursprungligen Carlsson, född 2 maj 1862 i Fellingsbro socken, Örebro län, död 16 juni 1933, var en svensk präst.
Caroli blev student vid Uppsala universitet 1886, avlade teoretisk teologisk examen 1891, folkskollärarexamen och praktisk teologisk examen 1892. Han var andre lärare vid prins Gustavs folkskola i Uppsala 1893–96, blev biträdande pastor vid Svenska diakonissanstalten i Stockholm 1895, var biträdande föreståndare där 1898–99, blev domkyrkoadjunkt i Uppsala 1899 och kyrkoherde i Norra Vrams församling 1901. Han blev e.o. hovpredikant 1913 och kontraktsprost 1915. Han utgav Febe (1898) och Oliveblad (1898–99) samt predikningar.